# Liste der Baudenkmäler im Kölner Stadtteil Merheim
Die folgende Liste enthält die in der Denkmalliste ausgewiesenen Baudenkmäler auf dem Gebiet des Stadtteils Köln-Merheim, Stadtbezirk Köln-Kalk, Nordrhein-Westfalen.
Hinweis: Die Reihenfolge der Baudenkmäler in dieser Liste orientiert sich an den Straßennamen und ist alternativ nach Hausnummern, Denkmallistennummer oder Bezeichnung sortierbar.
Basis ist die offizielle Kölner Denkmalliste (Stand: 16. August 2012), die Baudenkmäler und Denkmalbereiche auflistet. Dabei kann es sich beispielsweise um Sakralbauten, Wohn- und Fachwerkhäuser, historische Gutshöfe und Adelsbauten, Industrieanlagen, Wegekreuze und andere Kleindenkmäler sowie Grabmale und Grabstätten, die eine besondere Bedeutung für die Geschichte Kölns haben, handeln. Grundlage für die Aufnahme in die offiziellen Denkmallisten ist das Denkmalschutzgesetz Nordrhein Westfalens.

Denkmäler nach Straßen geordnet: A | B | C | D | E | F | G | H | I | J | K | L | M | N | O | P | Q | R | S | T | U | V | W | X | Y | Z 
| Bild                                    | Bezeichnung                                          | Lage                                                              | Beschreibung | Bauzeit | Einge- tragen seit | Denk- mal- nr. |
| --------------------------------------- | ---------------------------------------------------- | ----------------------------------------------------------------- | ------------ | ------- | ------------------ | -------------- |
| weitere Bilder Fotos hochladen          | Wohnhaus                                             | Merheim Abshofstr. 1 Karte                                        |              |         | 17. Juni 1996      | 7884           |
| Fotos hochladen                         | Wohnhaus                                             | Merheim Abshofstr. 15 Karte                                       |              |         | 17. September 1996 | 7941           |
| Fotos hochladen                         | Wohnhaus                                             | Merheim Abshofstr. 24 Karte                                       |              |         | 17. September 1996 | 7942           |
| Fotos hochladen                         | Hofanlage                                            | Merheim Abshofstr. 66 Karte                                       |              |         | 29. Oktober 1996   | 7979           |
| Fotos hochladen                         | Hofanlage Frohnhof                                   | Merheim Broichstr. 3–7 Karte                                      |              |         | 10. Mai 1988       | 4594           |
| Direkt Bild zu diesem Denkmal hochladen | Wohn- und Geschäftshaus                              | Merheim Dünnwalder Str. 5                                         |              |         | 25. November 2014  | 8775           |
| Fotos hochladen                         | Schule                                               | Merheim Fußfallstr. 55 Karte                                      |              |         | 19. Mai 1989       | 5035           |
| Fotos hochladen                         | Friedhof Kalk m. Einfriedung u. Wärterhaus           | Merheim Kratzweg 17 Karte                                         |              |         | 1. Juli 1980       | 600            |
| Fotos hochladen                         | Alter Merheimer Friedhof                             | Merheim Kratzweg, gegenüber Soester Straße Karte                  |              |         | 1. Juli 1980       | 599            |
| Fotos hochladen                         | Begrünung der ehem. Festungsanlage, Fort X           | Merheim Nohlenweg o. Nr. Karte                                    |              |         | 1. Juli 1980       | 604            |
| Fotos hochladen                         | ehem. Pförtner- und Empfangsgebäude Dr. Madaus & Co. | Merheim Ostmerheimer Str. o. Nr., vor 198 Karte                   |              |         | 19. Juni 2001      | 8549           |
| Fotos hochladen                         | Hofanlage                                            | Merheim Ostmerheimer Str. 397 Karte                               |              |         | 7. September 1982  | 1109           |
| weitere Bilder Fotos hochladen          | Wohnhaus/Gaststätte (Aahle K.)                       | Merheim Ostmerheimer Str. 455 Karte                               |              |         | 31. März 2014      | 8775           |
| weitere Bilder Fotos hochladen          | Wohnhaus                                             | Merheim Ostmerheimer Str. 457 Karte                               |              |         | 16. Mai 1984       | 2439           |
| weitere Bilder Fotos hochladen          | Wohnhaus                                             | Merheim Ostmerheimer Str. 459 Karte                               |              |         | 28. April 1986     | 3574           |
| Fotos hochladen                         | ehem. Schulgebäude mit Lehrerwohnung                 | Merheim Ostmerheimer Str. 600 Karte                               |              |         | 17. August 1989    | 5202           |
| Fotos hochladen                         | Kleindenkmal (Wegekreuz)                             | Merheim Ostmerheimer Str. vor Nr. 600, Ecke Eggerbachstraße Karte |              |         | 1. Juli 1980       | 609            |
| Fotos hochladen                         | Kleindenkmal (Bildstock)                             | Merheim Ostmerheimer Straße, Ecke Fußfallstraße Karte             |              |         | 1. Juli 1980       | 610            |
| weitere Bilder Fotos hochladen          | Kleindenkmal (Kriegerdenkmal)                        | Merheim Ostmerheimer Straße gegenüber Nr. 455 Karte               |              |         | 1. Juli 1980       | 611            |
| Fotos hochladen                         | Kleindenkmal (Wegekreuz)                             | Merheim Ostmerheimer Straße, Ecke Rüdigerstraße Karte             |              |         | 1. Juli 1980       | 612            |
| Fotos hochladen                         | Wohnhaus                                             | Merheim Rüdigerstr. 30 Karte                                      |              |         | 17. September 1996 | 7956           |
| Fotos hochladen                         | Wohnhaus                                             | Merheim Rüdigerstr. 41 Karte                                      |              |         | 19. August 1992    | 6602           |
| Fotos hochladen                         | Wohnhaus                                             | Merheim Rüdigerstr. 67 Karte                                      |              |         | 16. Dezember 1991  | 6307           |
| Fotos hochladen                         | Wohnhaus                                             | Merheim Rüdigerstr. 79 Karte                                      |              |         | 12. Januar 2000    | 8435           |
| Fotos hochladen                         | Wohnhaus                                             | Merheim Rüdigerstr. 83a Karte                                     |              |         | 7. April 1989      | 4898           |
| Fotos hochladen                         | Hofanlage Grülshof                                   | Merheim Rüdigerstr. 93 Karte                                      |              |         | 2. April 1987      | 4097           |
| Fotos hochladen                         | Kirche St. Gereon                                    | Merheim Von-Eltz-Platz 2 Karte                                    |              |         | 18. Januar 1982    | 943            |
| Fotos hochladen                         | Pfarrgebäude                                         | Merheim Von-Eltz-Platz 4 Karte                                    |              |         | 18. Januar 1982    | 945            |
| Fotos hochladen                         | Pfarrhaus                                            | Merheim Von-Eltz-Platz 6 Karte                                    |              |         | 18. Januar 1982    | 946            |
| Fotos hochladen                         | Wohnhaus                                             | Merheim Von-Eltz-Platz 8 Karte                                    |              |         | 16. Februar 1989   | 4834           |
| weitere Bilder Fotos hochladen          | ehem. Friedhof                                       | Merheim Von-Eltz-Platz o. Nr. Karte                               |              |         | 18. Januar 1982    | 944            |